# Santa Cruz de Bezana
Santa Cruz de Bezana ist eine Gemeinde in der spanischen Autonomen Region Kantabrien. Sie liegt am Kantabrischen Meer im Norden des Landes und verfügt über Strände.

## Orte
- Azoños
- Maoño
- Mompía
- Prezanes
- Sancibrián
- Bezana (Hauptstadt)
- Soto de la Marina

## Bevölkerungsentwicklung
| 1900        | 1910  | 1920  | 1930  | 1940  | 1950  | 1960  | 1970  | 1980  | 1990  | 2000  | 2007   | 2012   |
| ----------- | ----- | ----- | ----- | ----- | ----- | ----- | ----- | ----- | ----- | ----- | ------ | ------ |
| 2.052       | 2.298 | 2.548 | 2.916 | 2.939 | 3.124 | 3.484 | 3.397 | 3.651 | 4.396 | 7.890 | 10.463 | 12.154 |
| Quelle: INE |       |       |       |       |       |       |       |       |       |       |        |        |

## Partnerstädte
- Martignas-sur-Jalle, Frankreich